# 虎克鳞盖蕨
虎克鳞盖蕨（学名：Microlepia hookeriana）为姬蕨科鳞盖蕨属下的一个种。

## 扩展阅读
- 維基物種上的相關：虎克鳞盖蕨